# Eupastranaia lilacina
Eupastranaia lilacina is een vlinder uit de familie van de grasmotten (Crambidae). De wetenschappelijke naam van de soort is voor het eerst gepubliceerd in 1892 door Arnold Andreas Friedrich Pagenstecher.
De soort komt voor in Brazilië, Bolivia en Argentinië.